# Frédéric IX de Brandebourg
Frédéric IX de Brandebourg (22 mars 1588 à Cölln – 19 mai 1611 à Sonnenbourg, en Prusse (aujourd'hui Słońsk, Pologne) est un margrave de Brandebourg.

## La vie
Frédéric, un membre de la maison de Hohenzollern, était un fils de l'électeur Jean II Georges de Brandebourg (1525-1598) de son troisième mariage avec Élisabeth d'Anhalt-Zerbst (1563-1607), fille du prince Joachim Ernest d'Anhalt. Frédéric a suivi des études à Francfort et à Tübingen et a entrepris un Grand Tour à travers l'Europe.
En 1594, il est nommé coadjuteur, puis, en 1610, élu Herrenmeister (littéralement, "maître des Chevaliers", équivalent à grand maître) du grand bailliage de Brandebourg de l'ordre de Saint-Jean de Jérusalem, qui était installé à Sonnenbourg. Il est décédé à l'âge de 23 ans, et fut enterré dans l'église paroissiale de Küstrin.
Sa devise était: Justus ut palma floredit (Les justes doivent s'épanouir comme un palmier).